# Pedrilliomorpha nigrocincta
Pedrilliomorpha nigrocincta is een keversoort uit de familie halstandhaantjes (Megalopodidae). De wetenschappelijke naam van de soort werd in 1924 gepubliceerd door Maurice Pic.